# Phyllodrepaniaceae
Phyllodrepaniaceae là một họ rêu trong bộ Bryales.